# روسكو بومان
روسكو بومان (بالإنجليزية: Roscoe Bowman)‏ هو مبارز بالسيف أمريكي، ولد في 21 مارس 1900 في كارول في الولايات المتحدة، وتوفي في 24 سبتمبر 1964 في واشنطن العاصمة في الولايات المتحدة.

## وصلات خارجية
- روسكو بومان على موقع أوليمبيديا (الإنجليزية)